# Joan Aiken
Joan Aiken (Rye, 4 settembre 1924 – Petworth, 4 gennaio 2004) è stata una scrittrice britannica.
Specializzata in romanzi di storia alternativa e di soprannaturale per bambini, nel 1999 è stata insignita dell'Ordine dell'Impero Britannico per il suo contributo nella letteratura per l'infanzia.
Joan era la figlia del famoso scrittore statunitense Conrad e sorella della scrittrice Jane Aiken Hodge.